# Ceratagallia aplopappi
Ceratagallia aplopappi är en insektsart som beskrevs av Paul W. Oman 1933. Ceratagallia aplopappi ingår i släktet Ceratagallia och familjen dvärgstritar. Inga underarter finns listade i Catalogue of Life.